# Clubiona linzhiensis
Clubiona linzhiensis är en spindelart som beskrevs av Hu 200. Clubiona linzhiensis ingår i släktet Clubiona och familjen säckspindlar. Inga underarter finns listade i Catalogue of Life.